# Puente Colgante de Santa Fe
El Puente Ingeniero Marcial Candioti, más conocido como Puente Colgante de Santa Fe, es un puente colgante localizado en la ciudad de Santa Fe, provincia de Santa Fe, Argentina, que salva la laguna Setúbal, conectando así la Costanera Oeste con la Este, que bordean ambas márgenes de dicha laguna. Más allá de su función vial, constituye un ícono de la ciudad de Santa Fe y un símbolo para todos sus habitantes. Cuenta con una larga historia que incluye un derrumbe casi total, en 1983, y su posterior restauración luego de veinte años.
Concebido originalmente para trasladar agua proveniente desde Colastiné, el puente colgante actualmente sirve como atractivo turístico, y para comunicar la ciudad con la Universidad Nacional del Litoral y el barrio El Pozo, entre otros lugares. Como referente y monumento santafesino, es un punto de encuentro fundamental para festejos, reuniones sociales y festivas. Ha inspirado a poetas, artistas, fotógrafos y documentales.
El puente colgante fue el único paso vehicular hacia el este hasta la construcción del Viaducto Oroño, comenzado en 1968 y concluido en 1971. Ambos puentes se encuentran apenas separados entre sí.

## Contexto histórico y puentes anteriores
A principios del siglo XX, era indispensable poseer un servicio de agua potable en una ciudad que ya contaba con más de 40 mil personas. En 1903, el gobernador santafesino Rodolfo Freyre, con el apoyo de Dirección General de Obras de Salubridad, empezó a construir una toma de agua de Colastiné, con el fin de abastecer a la ciudad y mejorar las condiciones de salud de la población. El proyecto era el de un puente carretero de madera dura, fundado sobre pilotes, por cuya parte inferior pasarían los caños del acueducto, con el propósito de habilitar un paso vehicular hacia Rincón y Colastiné, y servir también para traer agua en cañerías desde allí. Pero el 13 de junio de 1905, a poco de finalizarlo, una crecida lo arrastró junto con el cruce del ferrocarril, ubicado 150 metros aguas abajo.
Por esto se creó en 1909 un puente acueducto de estructura mixta que soportaba solamente el peso de las cañerías de agua, pero no servía como paso hacia Rincón. Este puente duró tres años, ya que el río y los camalotes lo derrumbaron.
Luego se proyectó en 1915 y 1916 un puente carretero de estructura metálica, pensado para resistir crecientes y camalotes. Su presupuesto estuvo entre 560 000 y 650 000 pesos, pero no pudo concretarse, pues los precios del metal subieron mucho durante la Primera Guerra Mundial. Asimismo, se presentó un nuevo proyecto en 1916 para la construcción de un puente carretero de hormigón armado, por lo cual se llamó a licitación el 12 de abril de 1917, pero las ofertas presentaban costos demasiado elevados.
Hacia 1918, solo había una cañería de 12 km de 40 cm de diámetro que tomaba agua desde Colastiné y cruzaba la laguna Setúbal por un viejo puente que cayó en 1919, razón por la cual se suministró una tubería flotante por parte de la Dirección General de Navegación y Puertos, lográndose unir nuevamente Colastiné con la planta potabilizadora en Santa Fe. Sobre este acueducto se volvió a construir una nueva obra que nuevamente fue ser arrasada en 1921.
En enero de 1920 fue aprobado un proyecto del ingeniero Rogelio Sequeiro para construir un puente acueducto de hormigón armado, con una anchura total de 10,54 m y un largo total de 259,95 m, sostenido sobre dos pilotajes y seis pilares intermedios, que contenían una calzada con sus dos veredas, y dos conductos de agua de 40 a 80 cm. La construcción empezó rápidamente, sin embargo, fue detenida por una crecida en marzo, y luego quedaría paralizada debido a unas modificaciones importantes de los primeros planos, al querer cambiarlo por un puente suspendido o colgante de acero. De la obra primitiva, solo se había finalizado un pilotaje de siete metros de alto. Finalizando el año 1921, todavía no se había reanudado la obra.
Había una presión ciudadana importante para que se garantizará agua potable a toda la ciudad. Además, la laguna impedía la expansión de la ciudad hacía el lado este, al cual se podía cruzar solo en embarcaciones o ferrocarril. 

### Construcción del puente colgante original

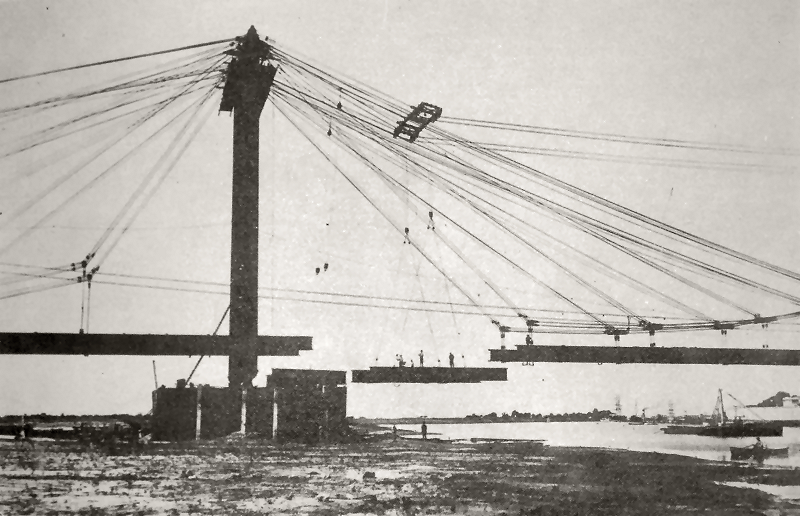
Construcción del puente colgante, en 1924.

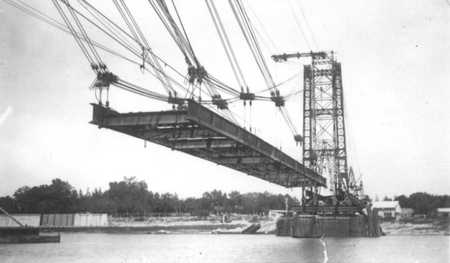
Otra vista de la construcción.

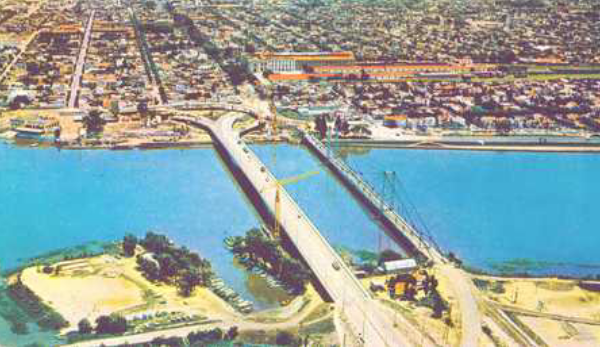
Viaducto Oroño y Puente Colgante, en 1970.

A mediados del año 1924, se inició la construcción del nuevo puente colgante que suplantaría a los expuestos con anterioridad. El proyecto original fue presentado en el año 1922 y fue aprobado por el directorio de Obras Sanitarias de la Nación, que en ese año se encontraba bajo la presidencia del ingeniero Marcial Rafael Candioti. La propuesta del puente colgante estuvo a cargo del ingeniero Antonio Paitoví, quien tuvo como idea un puente colgante de estructura semirrígida de tres tramos, hecha completamente en hierro y manteniendo suspendida una carpeta asfáltica para el tránsito vehicular.
Los trabajos de construcción de los pilares de soporte estuvieron a cargo del ingeniero Alberto Monís, mientras que la estructura metálica fue adjudicada a una sociedad francesa de empresas, compuesta por la Societé des Chantiers et Ateliers y la M. G. Leinekugel le Cocq, ambas con base de operaciones en Gironda, Francia. La construcción del puente se realizaría en dos tramos, siendo primeramente sus bases emplazadas en la laguna Setúbal por Obras Sanitarias de la Nación, mientras que, en 1925, se terminaron los anclajes y se trajo por agua la estructura metálica desde Cherburgo, para su posterior emplazamiento sobre los pilares ya armados.
La construcción del viaducto duraría alrededor de cuatro años, siendo finalmente habilitado su paso el 8 de junio de 1928, luego de aprobar las pruebas de resistencia. En el acto de inauguración, el puente sería bautizado con el nombre de quien autorizará su ejecución, siendo el ingeniero Pablo Marcial Candioti oriundo de la ciudad de Santa Fe.
El incremento de los automóviles en Santa Fe dio con la necesidad de construir un nuevo puente. Así se proyecto un viaducto paralelo al puente, nombrado Puente Oroño en honor al gobernador santafesino entre 1864 y 1868 Nicasio Oroño, que fue inaugurado en 1970 y funcionó en complemento al Puente Colgante, que solo admitía tránsito reducido.

## Colapso de 1983

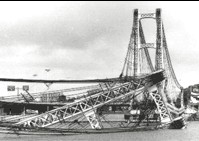
Caída del puente en 1983.

Luego de estar 55 años en pie, el 28 de septiembre de 1983  Durante el gobierno del interventor militar el excoronel José María González a fines de la dictadura autodenominada Proceso de Reorganización Nacionaluno de sus pilares fue derrumbado, producto de una fuerte inundación que había durado varios meses, con un caudal total estimado de 50 000 m³/s. Fue una sorpresa para todos, y diversas fotos y vídeos de los vecinos y periodistas de entonces muestran una lenta caída.
La antena este colapsó a las 16:35 hs., manteniendo en pie solo la mitad de la estructura. El diario santafesino El Litoral publicó ese día, retrasando la salida por tal acontecimiento, “Un adiós que quiere ser hasta luego”. Un hasta luego que significó casi 20 años. Parte del puente quedó hundido en la laguna Setúbal y se recuperó en 1984.
Primero, por las intervenciones del hombre en el valle de inundación, causada por la ocupación del terreno del río por edificaciones, y la mala gestión de dragados. el material rescatado se llevó al puerto de la ciudad, donde quedó en custodia del gobierno provincial. Meses después, ese material fue vendido como chatarra.

## Reconstrucción
La reconstrucción del puente era muy deseada por la mayoría de los santafesinos, ya que éste siempre había sido un orgullo para la ciudad. Los trabajos comenzaron en abril de 2000 por parte de la empresa CCI Construcciones y se procuró respetar en gran parte la estructura original de la década del 20. Esto es claro, por ejemplo, en la inclusión de una tubería que no cumple ninguna función, pero que sí lo hacía en su primera construcción.
El puente, una vez reconstruido, preservó los elementos originales, integrándolos a los nuevos y contrastándolos, sin romper la unidad visual de la obra. Este nuevo puente conserva la antena oeste original, armada en el año 1924. La nueva antena fue construida en la ciudad de Esperanza, por la empresa Ferma. Llegó a Santa Fe a fines de abril de 2001 y fue montada con una gigantesca grúa el 6 de julio de ese año. Se diferencia de la antigua antena en que carece de remaches, siendo sus uniones realizadas por soldadura. Se reinaugura en septiembre de 2002.

## Nuevas luminarias

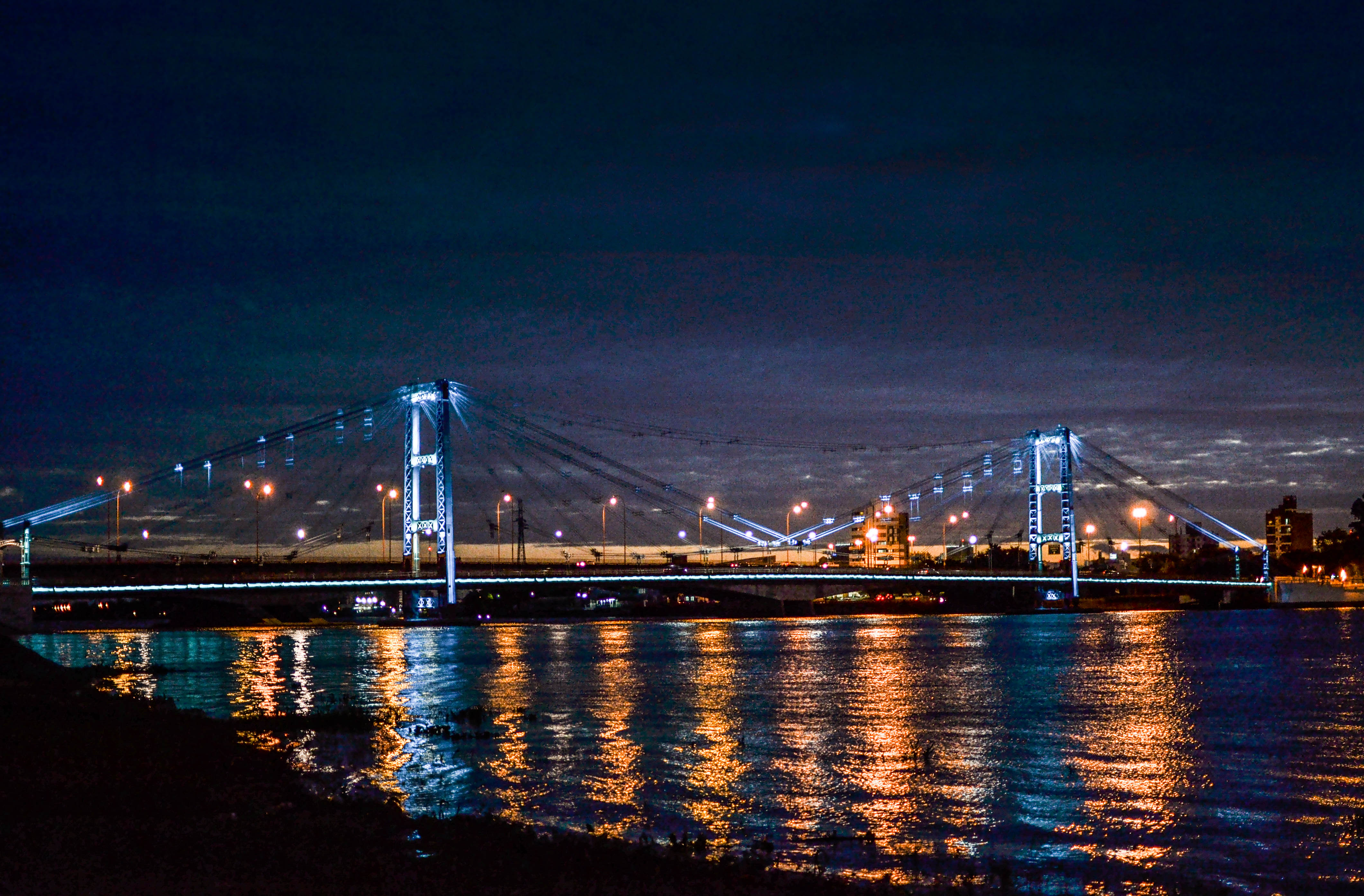
Nuevas luminarias en el Puente Colgante

El 25 de mayo de 2017 se inauguró la obra de la nueva iluminación del Puente Colgante, se reemplazó las lámparas de sodio por iluminación led integradas a la tecnología Color Kinetics de Philips, que permiten 1.600.000 de posibilidades lumínicas, lo cual demandó una inversión de 23 millones de pesos. La misma cuenta con 320 artefactos en forma lineal y 104 dispositivos y proyectores para iluminar a las torres, además contiene controladores programables que permiten generar escenas de alumbrado.